# Eygluy-Escoulin
Eygluy-Escoulin is een gemeente in het Franse departement Drôme (regio Auvergne-Rhône-Alpes) en telt 67 inwoners (2009). De plaats maakt deel uit van het arrondissement Die.

## Geografie
De oppervlakte van Eygluy-Escoulin bedraagt 20,0 km², de bevolkingsdichtheid is dus 3,4 inwoners per km².

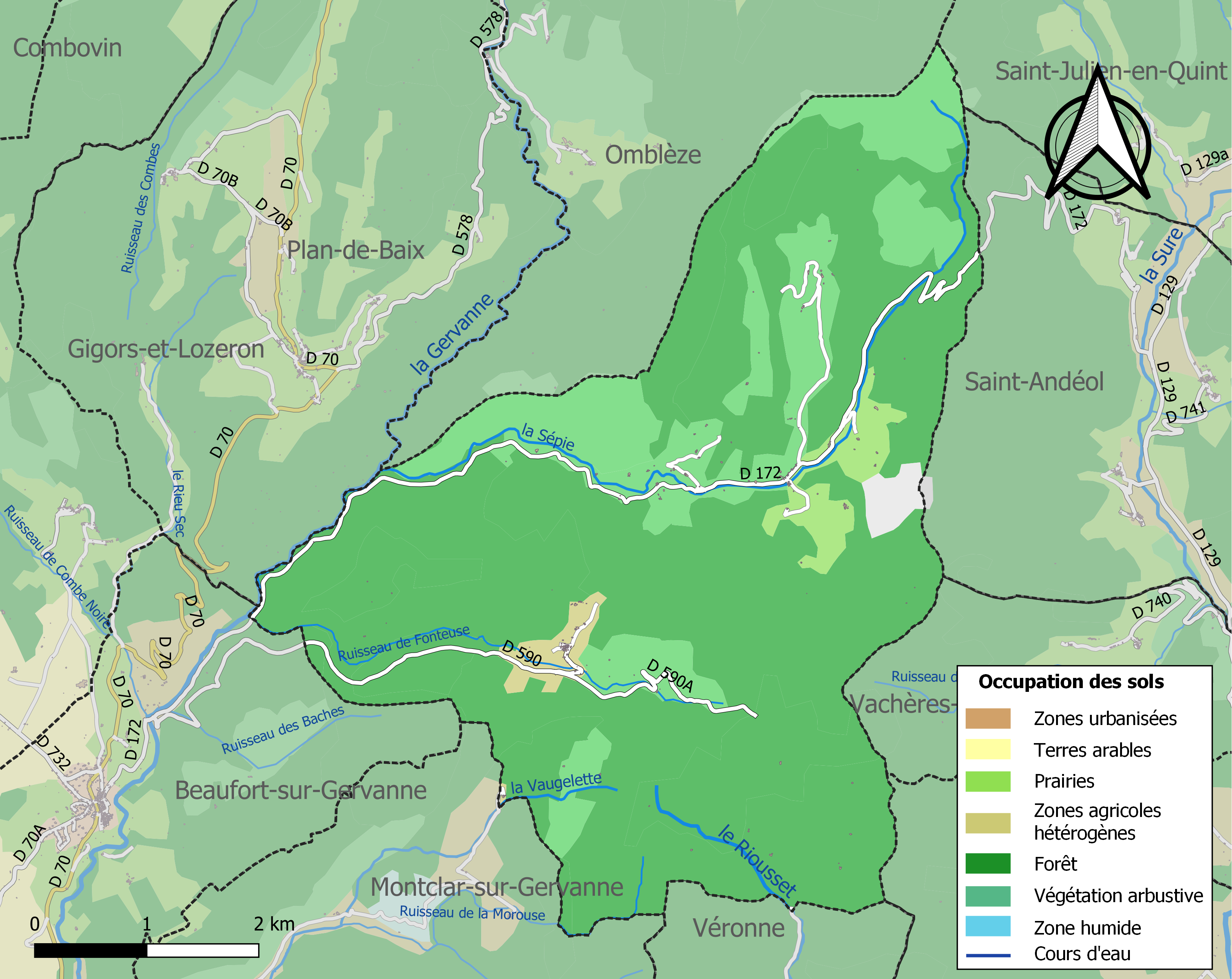
Kaart van de gemeente met belangrijkste infrastructuur, bodemgebruik en omliggende gemeenten

## Demografie
Onderstaande figuur toont het verloop van het inwonertal (bron: INSEE-tellingen).

1. ↑  Populations de référence 2022.